# Vilelos
Vilelos (llamada oficialmente San Martiño de Vilelos) es una parroquia y una aldea española del municipio de Saviñao, en la provincia de Lugo, Galicia.

## Límites
Limita con las parroquias de Villaesteva al norte, Iglesiafeita y Xuvencos al este, Piñeiro al sur, y Ribas de Miño y Rebordaos al oeste.

## Organización territorial
La parroquia está formada por diez entidades de población:
- A Besta
- A Santa Mariña (A Santa Mariña de Vilelos)
- Lamagrande
- Pedras
- O Quintairo
- San Martiño
- Santa Cruz
- Susmil
- Vilaseco
- Vilelos

## Demografía

### Parroquia
| Gráfica de evolución demográfica de Vilelos (parroquia) entre 2000 y 2022 |
|                                                                           |
| Datos según el nomenclátor publicado por el INE.                          |

### Aldea
| Gráfica de evolución demográfica de Vilelos (aldea) entre 2000 y 2022 |
|                                                                       |
| Datos según el nomenclátor publicado por el INE.                      |

## Lugares de interés
- Iglesia de San Martín.
- Capilla de Santa Cruz.

## Festividades
- Folión de Fachas, que se celebra en el Castro da Besta el último viernes de septiembre.